# Ecuación del momento de Cauchy
La ecuación del momento de Cauchy  es una ecuación diferencial parcial en función de una variable vectorial propuesta por Augustin Louis Cauchy, que describe el transporte no relativista de momento en cualquier medio continuo. En forma convectiva (o Lagrangiana) es descrita por la ecuación: 
{\displaystyle {\frac {D\mathbf {u} }{Dt}}={\frac {1}{\rho }}\nabla \cdot {\boldsymbol {\sigma }}+\mathbf {g} }
donde: ρ es la densidad en el punto considerado en el medio continuo (en el cual se mantiene la ecuación de continuidad), σ es el tensor, y g representa la fuerza aplicada sobre el cuerpo por unidad de masa (en ocasiones simplemente la aceleración gravitacional). Mientras que u es la velocidad de flujo en el campo del vector, esta depende del tiempo y espacio.
Después de un cambio de variables, también se puede expresar en forma de la ecuación de conservación (también conocida como Euleriana):
{\displaystyle {\frac {\partial \mathbf {j} }{\partial t}}+\nabla \cdot \mathbf {F} =\mathbf {s} }
Donde j es el flujo asociado a la masa en un punto dado del espacio-tiempo, F es el flujo asociado con la densidad del momento, y s se refiere a todas las fuerzas contenidas sobre un cuerpo por unidad de volumen.

## Deducción
Aplicando la segunda ley de Newton a un  volumen de control en el medio continuo que se está modelando:
{\displaystyle ma_{i}=F_{i}}
y basándose en el teorema de transporte de Reynolds y en la notación de derivada:
{\displaystyle {\begin{aligned}\int _{\Omega }\rho {\frac {Du_{i}}{Dt}}\,dV&amp;=\int _{\Omega }\nabla _{j}\sigma _{i}^{j}\,dV+\int _{\Omega }\rho g_{i}\,dV\\\int _{\Omega }\left(\rho {\frac {Du_{i}}{Dt}}-\nabla _{j}\sigma _{i}^{j}-\rho g_{i}\right)\,dV&amp;=0\\\rho {\frac {Du_{i}}{Dt}}-\nabla _{j}\sigma _{i}^{j}-\rho g_{i}&amp;=0\\{\frac {Du_{i}}{Dt}}-{\frac {\nabla _{j}\sigma _{i}^{j}}{\rho }}-g_{i}&amp;=0\end{aligned}}}
donde Ω representa el control de volumen. Dado que esta ecuación debe ser válida para cualquier volumen de control, el integrando debe ser cero, a partir de la ecuación del momento de Cauchy. El primer paso para derivar esta ecuación es establecer que la derivada del tensor de tensión es una de las fuerzas que constituyen.

## Ecuación de conservación
Las ecuaciones de Cauchy también se pueden representar de la siguiente manera:
| Ecuación del momento de Cauchy (forma conservativa) {\displaystyle {\frac {\partial \mathbf {j} }{\partial t}}+\nabla \cdot \mathbf {F} =\mathbf {s} } |
definiendo:
{\displaystyle {\begin{aligned}{\mathbf {j} }=\rho \mathbf {u} \\{\mathbf {F} }=\rho \mathbf {u} \otimes \mathbf {u} -{\boldsymbol {\sigma }}\\{\mathbf {s} }=\rho \mathbf {g} \end{aligned}}}
donde j es el flujo asociado a la masa para el punto considerado en el medio continuo, (el cual sigue la ecuación de continuidad) F es el flujo asociado con la densidad del momento, y s representa todas las fuerzas que actúan sobre un cuerpo por unidad de volumen. u ⊗ u es el producto tensorial de la velocidad.
Aquí j y s tienen el mismo número de dimensiones N que la velocidad de flujo y la aceleración del cuerpo, mientras que F, al ser un tensor, tiene N2. 
En las formas de Euler , es evidente que la suposición de que no hay tensión desviadora lleva las ecuaciones de Cauchy a las ecuaciones de Euler.

## Aceleración convectiva

Un ejemplo de aceleración convectiva. El flujo es constante (independiente del tiempo), pero el fluido se desacelera a medida que se desplaza hacia abajo por el conducto divergente (suponiendo un flujo incompresible o compresible subsónico).

Una característica importante de las ecuaciones de Navier-Stokes es la presencia de aceleración por convección: el efecto de la aceleración independiente del tiempo de un flujo con respecto al espacio.  Si bien las partículas continuas individuales experimentan una aceleración dependiente del tiempo, la aceleración por convección del campo de flujo es un efecto espacial, un ejemplo es la aceleración del fluido en una boquilla. 
Independientemente del tipo de continuidad que se esté tratando, la aceleración por convección es un efecto no lineal.  La aceleración por convección está presente en la mayoría de los flujos (las excepciones incluyen el flujo incompresible unidimensional), pero su efecto dinámico no se tiene en cuenta en el flujo progresivo (también llamado flujo de Stokes).  La aceleración convectiva está representada por la cantidad no lineal u · ∇u , que puede interpretarse como (u · ∇)u o como u · (∇u) , con ∇u la derivada tensorial del vector de velocidad u. Ambas interpretaciones dan el mismo resultado.

### Operador de advección frente a derivada tensorial
El término de convección {\displaystyle D\mathbf {u} /Dt}{\ displaystyle D \ mathbf {u} / Dt} puede escribirse como (u · ∇)u, donde u · ∇ es el operador de advección. Dicha representación puede ser comparada con uno de los términos de la derivada tensorial. 
La derivada del tensor ∇u es resultado de la derivación componente por componente del vector de velocidad, definido por [∇u]mi = ∂m vi, de manera que
{\displaystyle \left[\mathbf {u} \cdot \left(\nabla \mathbf {u} \right)\right]_{i}=\sum _{m}v_{m}\partial _{m}v_{i}=\left[(\mathbf {u} \cdot \nabla )\mathbf {u} \right]_{i}\,.}

### Forma de Lamb
La identidad de cálculo vectorial del producto vectorial del rotacional dice que
{\displaystyle \mathbf {v} \times \left(\nabla \times \mathbf {a} \right)=\nabla _{a}\left(\mathbf {v} \cdot \mathbf {a} \right)-\mathbf {v} \cdot \nabla \mathbf {a} \,}
donde el subindice de Feynman ∇a es usado para definir que el gradiente solo opera sobre el factor a.
Lamb usó esta identidad para cambiar el término convectivo de la velocidad del flujo en forma rotacional, es decir, sin un derivado tensorial:
{\displaystyle \mathbf {u} \cdot \nabla \mathbf {u} =\nabla \left({\frac {\|\mathbf {u} \|^{2}}{2}}\right)+\left(\nabla \times \mathbf {u} \right)\times \mathbf {u} }
donde el vector
{\d{\displaystyle \mathbf {l} =\left(\nabla \times \mathbf {u} \right)\times \mathbf {u} }isplaystyle \mathbf {l} =\left(\nabla \times \mathbf {u} \right)\times \mathbf {u} }
es llamado vector de Lamb. La ecuación del momento de Cauchy se convierte en:
{\displaystyle {\frac {\partial \mathbf {u} }{\partial t}}+{\tfrac {1}{2}}\nabla \left(u^{2}\right)+(\nabla \times \mathbf {u} )\times \mathbf {u} ={\frac {1}{\rho }}\nabla \cdot {\boldsymbol {\sigma }}+\mathbf {g} }
Usando la identidad: 
{\displaystyle \nabla \cdot \left({\frac {\boldsymbol {\sigma }}{\rho }}\right)={\frac {1}{\rho }}\nabla \cdot {\boldsymbol {\sigma }}-{\frac {1}{\rho ^{2}}}{\boldsymbol {\sigma }}\cdot \nabla \rho }
La ecuación de Cauchy cambia a:
{\displaystyle \nabla \cdot \left({\tfrac {1}{2}}u^{2}+{\frac {\boldsymbol {\sigma }}{\rho }}\right)-\mathbf {g} ={\frac {1}{\rho ^{2}}}{\boldsymbol {\sigma }}\cdot \nabla \rho +\mathbf {u} \times (\nabla \times \mathbf {u} )-{\frac {\partial \mathbf {u} }{\partial t}}}
En el caso de un campo conservativo externo, definido por el potencial φ:
{\displaystyle \nabla \cdot \left({\tfrac {1}{2}}u^{2}+\phi +{\frac {\boldsymbol {\sigma }}{\rho }}\right)={\frac {1}{\rho ^{2}}}{\boldsymbol {\sigma }}\cdot \nabla \rho +\mathbf {u} \times (\nabla \times \mathbf {u} )-{\frac {\partial \mathbf {u} }{\partial t}}}
En el caso de un flujo constante, la derivada temporal de la velocidad del flujo desaparece, por lo que la ecuación del momento se convierte en: 
{\displaystyle \nabla \cdot \left({\tfrac {1}{2}}u^{2}+\phi +{\frac {\boldsymbol {\sigma }}{\rho }}\right)={\frac {1}{\rho ^{2}}}{\boldsymbol {\sigma }}\cdot \nabla \rho +\mathbf {u} \times (\nabla \times \mathbf {u} )}
y al desarrollar la ecuación de impulso en la dirección del flujo, es decir, a lo largo de una línea de corriente , el producto vectorial desaparece debido a una identidad de cálculo vectorial denominada triple producto escalar.
{\displaystyle \mathbf {u} \cdot \nabla \cdot \left({\tfrac {1}{2}}u^{2}+\phi +{\frac {\boldsymbol {\sigma }}{\rho }}\right)={\frac {1}{\rho ^{2}}}\mathbf {u} \cdot ({\boldsymbol {\sigma }}\cdot \nabla \rho )}
Si el tensor de tensión es isotrópico, solo interfiere la presión, y la ecuación del momento de Euler en el caso de un flujo incomprensible estable se convierte en:
{\displaystyle \mathbf {u} \cdot \nabla \cdot \left({\tfrac {1}{2}}u^{2}+\phi +{\frac {p}{\rho }}\right)={\frac {p}{\rho ^{2}}}\mathbf {u} \cdot \nabla \rho }
En el caso de un flujo incomprensible estacionario, la ecuación de masa es solo:
{\displaystyle \mathbf {u} \cdot \nabla \rho =0\,,}
es decir, la conservación de masa para un flujo incompresible constante  indica que la densidad a lo largo de una línea de corriente es constante. Esta circunstancia permite simplificar la ecuación del momento de Euler: 
{\displaystyle \mathbf {u} \cdot \nabla \left({\tfrac {1}{2}}u^{2}+\phi +{\frac {p}{\rho }}\right)=0}
Es conveniente definir la altura total para un fluido no viscoso.
{\displaystyle b_{l}\equiv {\tfrac {1}{2}}u^{2}+\phi +{\frac {p}{\rho }}\,,}
y la ecuación anterior puede escribirse simplemente como:
{\displaystyle \mathbf {u} \cdot \nabla b_{l}=0}
Es decir, el equilibrio de momentos para un flujo viscoso e incompresible constante en un campo conservador externo indica que la altura total es constante.

### Flujo irrotacional
La forma de Lamb también es útil en el flujo irrotacional, donde el rotacional de la velocidad (llamado vorticidad)ω = ∇ × u En este caso, el término de convección {\displaystyle D\mathbf {u} /Dt} queda reducido a:
{\displaystyle \mathbf {u} \cdot \nabla \mathbf {u} =\nabla \left({\frac {\|\mathbf {u} \|^{2}}{2}}\right).}

## Tensión
El efecto del tensión en el flujo continuo está representado por los términos ∇p y ∇ · τ, que son gradientes de fuerzas de superficie, análogos a las tensiones en un sólido. Aquí ∇p es el gradiente de presión y surge de la parte isotrópica del tensor de tensión de Cauchy. Esta parte está dada por las tensiones normales que aparecen en casi todas las situaciones. La parte anisotrópica del tensor de tensión da lugar a ∇ · τ, que generalmente describe fuerzas viscosas. Para un flujo incompresible, esto es solo un efecto de corte. Así, τ es el tensor de desviación. y el tensor de tensión es igual a:
{\displaystyle {\boldsymbol {\sigma }}=-p\mathbf {I} +{\boldsymbol {\tau }}}
donde I es la matriz de identidad en el espacio considerado y τ es el tensor de corte. 
Todas las ecuaciones de conservación de momento no relativistas, como la ecuación de Navier-Stokes , pueden derivarse comenzando con la ecuación de momento de Cauchy y especificando el tensor de tensión a través de una relación constitutiva. Al expresar el tensor de corte en términos de viscosidad y velocidad del fluido, y al suponer una densidad y viscosidad constantes, la ecuación de momento de Cauchy conducirá a las ecuaciones de Navier-Stokes. Al suponer un flujo no viscoso , las ecuaciones de Navier-Stokes pueden simplificar las ecuaciones de Euler.
La divergencia del tensor de tensión se puede escribir como:
{\displaystyle \nabla \cdot {\boldsymbol {\sigma }}=-\nabla p+\nabla \cdot {\boldsymbol {\tau }}.}
El efecto del gradiente de presión sobre el flujo es acelerarlo desde una zona de presión alta hacia una zona de presión baja.
Como está escrito en la ecuación del impulso de Cauchy, los términos de tensión p y τ aún no se conocen, por lo que esta ecuación por sí sola no se puede usar para resolver problemas. Además de las ecuaciones de movimiento, la segunda ley de Newton, se necesita un modelo de fuerza que relacione las tensiones con el movimiento del flujo. Por esta razón, a menudo se aplican las suposiciones basadas en observaciones naturales para especificar las tensiones en términos de las otras variables de flujo, como la velocidad y la densidad. 

## Fuerzas externas
El campo vectorial g representa fuerzas aplicadas sobre un cuerpo por unidad de masa. Estos consisten solo en la aceleración de la gravedad, pero pueden incluir otros, como las fuerzas electromagnéticas. 
Estas fuerzas pueden ser representadas por el gradiente de alguna cantidad escalar χ, con  g = ∇χ en este caso llamadas fuerzas conservativas.  La gravedad en la dirección z es un ejemplo de ello, con la forma del gradiente −ρgz.  Debido a que la presión de tal gravitación surge solo como un gradiente, se puede incluirla en el término de presión como una fuerza sobre un cuerpo h = p − χ. Los términos de presión y fuerza en el lado derecho de la ecuación de Navier-Stokes se convierten en:
{\displaystyle -\nabla p+\mathbf {g} =-\nabla p+\nabla \chi =-\nabla \left(p-\chi \right)=-\nabla h.}

## Adimensionalidad
Para que las ecuaciones no tengan dimensiones, es necesario definir una longitud característica r0 y una velocidad característica u0. Estos deben elegirse de modo que las variables adimensionales sean todas de orden uno. Se obtienen así las siguientes variables adimensionales: 
{\displaystyle {\begin{aligned}\rho ^{*}&\equiv {\frac {\rho }{\rho _{0}}}&u^{*}&\equiv {\frac {u}{u_{0}}}&r^{*}&\equiv {\frac {r}{r_{0}}}&t^{*}&\equiv {\frac {u_{0}}{r_{0}}}t\\[6pt]\nabla ^{*}&\equiv r_{0}\nabla &\mathbf {g} ^{*}&\equiv {\frac {\mathbf {g} }{g_{0}}}&p^{*}&\equiv {\frac {p}{p_{0}}}&{\boldsymbol {\tau }}^{*}&\equiv {\frac {\boldsymbol {\tau }}{\tau _{0}}}\end{aligned}}}
Sustituyendo estas relaciones se obtiene la siguiente ecuación:
{\displaystyle {\frac {\rho _{0}u_{0}^{2}}{r_{0}}}{\frac {\partial \rho ^{*}\mathbf {u} ^{*}}{\partial t^{*}}}+{\frac {\nabla ^{*}}{r_{0}}}\cdot \left(\rho _{0}u_{0}^{2}\rho ^{*}\mathbf {u} ^{*}\otimes \mathbf {u} ^{*}+p_{0}p^{*}\right)=-{\frac {\tau _{0}}{r_{0}}}\nabla ^{*}\cdot {\boldsymbol {\tau }}^{*}+g_{0}\mathbf {g} ^{*}}
y dividiendo por el primer coeficiente: 
{\displaystyle {\frac {\partial \mathbf {\rho } ^{*}u^{*}}{\partial t^{*}}}+\nabla ^{*}\cdot \left(\rho ^{*}\mathbf {u} ^{*}\otimes \mathbf {u} ^{*}+{\frac {p_{0}}{\rho _{0}u_{0}^{2}}}p^{*}\right)=-{\frac {\tau _{0}}{\rho _{0}u_{0}^{2}}}\nabla ^{*}\cdot {\boldsymbol {\tau }}^{*}+{\frac {g_{0}r_{0}}{u_{0}^{2}}}\mathbf {g} ^{*}}.
Ahora, definiendo el número de Froude
{\displaystyle \mathrm {Fr} ={\frac {u_{0}^{2}}{g_{0}r_{0}}},}
el número de Euler
{\displaystyle \mathrm {Eu} ={\frac {p_{0}}{\rho _{0}u_{0}^{2}}},}
y el coeficiente de fricción o el coeficiente de arrastre en el campo de la aerodinámica:
{\displaystyle C_{\mathrm {f} }={\frac {2\tau _{0}}{\rho _{0}u_{0}^{2}}},}
usando las variables conservativas, la densidad de momento y la densidad de fuerza:
{\displaystyle {\begin{aligned}\mathbf {j} =\rho \mathbf {u} \\\mathbf {f} =\rho \mathbf {g} \end{aligned}}}
finalmente las expresiones son:
| Ecuación del momento de Cauchy (forma no conservadora adimensional) {\displaystyle {\frac {\partial \mathbf {j} }{\partial t}}+\nabla \cdot \left({\frac {1}{\rho }}\mathbf {j} \otimes \mathbf {j} +\mathrm {Eu} \,p\right)=-{\frac {C_{\mathrm {f} }}{2}}\nabla \cdot {\boldsymbol {\tau }}+{\frac {1}{\mathrm {Fr} }}\mathbf {f} } |
las ecuaciones de Cauchy en el límite de Froude Fr → ∞ son nombradas ecuaciones de Cauchy libres
| Ecuación del momento de Cauchy libre (forma no conservadora adimensional) {\displaystyle {\frac {\partial \mathbf {j} }{\partial t}}+\nabla \cdot \left({\frac {1}{\rho }}\mathbf {j} \otimes \mathbf {j} +\mathrm {Eu} \,p\right)=-{\frac {C_{\mathrm {f} }}{2}}\nabla \cdot {\boldsymbol {\tau }}} |
Finalmente en forma convectiva las ecuaciones son:
| Ecuación de momento de Cauchy (forma no convectiva adimensional) {\displaystyle {\frac {D\mathbf {u} }{Dt}}+\mathrm {Eu} \,{\frac {1}{\rho }}\nabla \cdot {\boldsymbol {\sigma }}={\frac {1}{\mathrm {Fr} }}\mathbf {g} } |